# Dejan Stanković
Dejan "Deki" Stanković (Beograd, 11. rujna 1978.) srbijanski je nogometni trener i bivši nogometaš. Trenutačno je trener Ferencvárosa. 
S 14 godina dolazi u Crvenu zvezdu, a za prvi tim debitira protiv OFK Beograda koga je Crvena zvezda pobijedila s 2:1. Svoj prvi gol u crveno bijelom dresu postiže 1995. protiv Budućnosti iz Podgorice. Nogometna Europa ga je upoznala 1996. kada je gotovo sam pobijedio njemački Kaiserslautern. Godinu dana kasnije postaje najmlađi kapetan u povijesti Crvene zvezde, i najbolji nogometaš u nacionalnom prvenstvu. Sljedeće godine prelazi u rimski S.S. Lazio, tada jedan od najboljih europskih klubova, gdje odmah postaje standardan prvotimac. Iste godine debitira u nacionalnoj selekciji 22. travnja protiv Južne Koreje i na toj utakmici je postigao dva gola. 2004. godine iz Lazia prelazi u milanski Inter. Od te godine je nogometaš milanskog kluba, s kojim osvaja tri naslova prvaka Italije. 
Za srbijansku reprezentaciju je nastupio na tri velika natjecanja: 1998. na SP u Francuskoj, 2000. na EP u Nizozemskoj i Belgiji, te 2006. na SP u Njemačkoj. Bio je kapetan Srbije, a njega je naslijedio Branislav Ivanović.